# Syllepte ningpoalis
Syllepte ningpoalis là một loài bướm đêm trong họ Crambidae.